# Deuterium

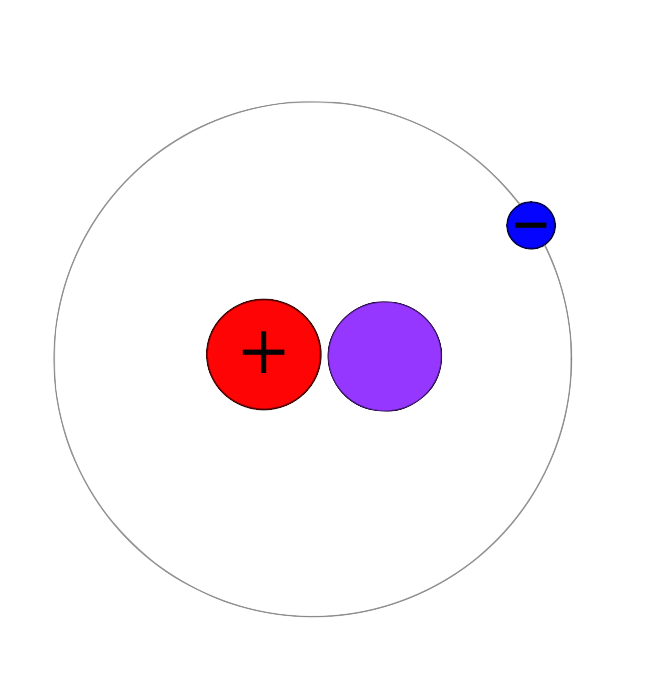
Förenklad modell av en deuteriumatom.

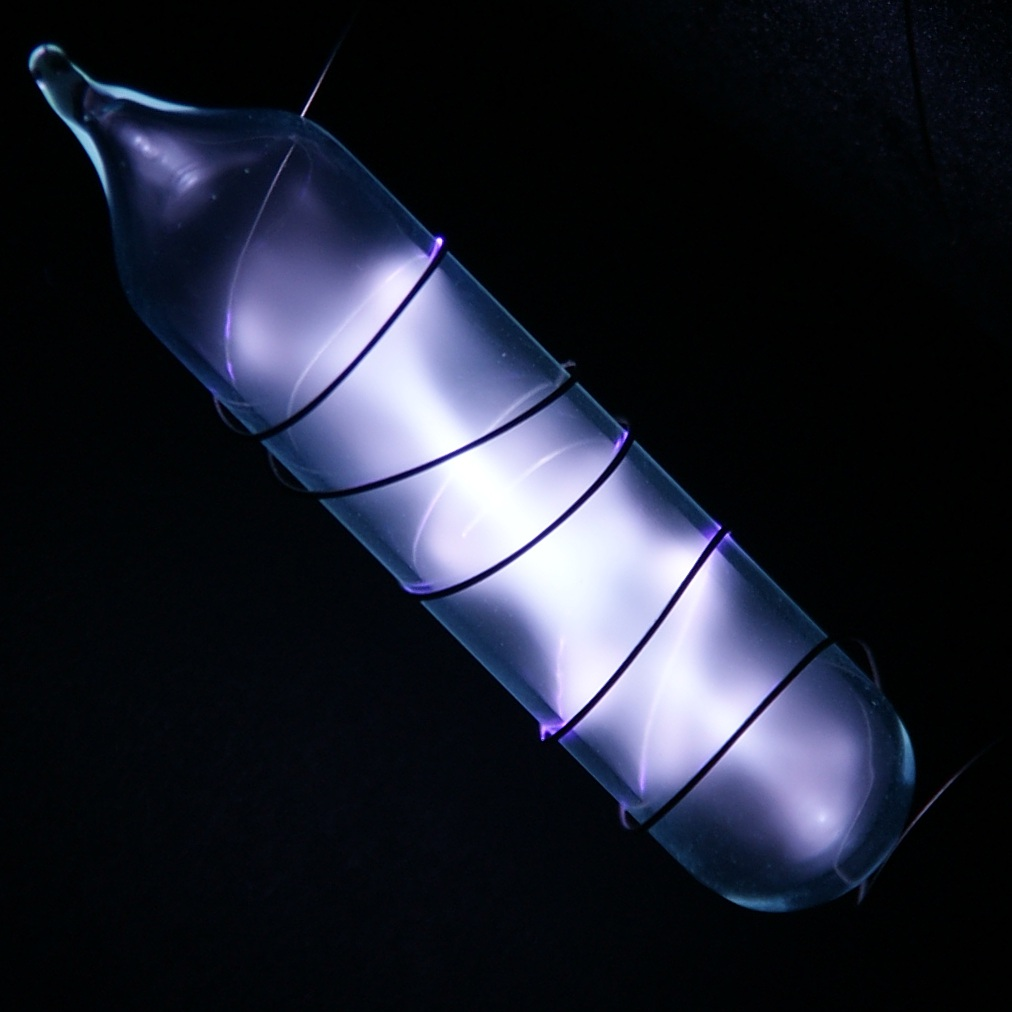
Ett glasrör med glödande deuterium.

Deuterium, av grekiska deuteros ("den andre"), vanligen kallat tungt väte, är en stabil isotop av väte, där atomkärnan innehåller en neutron utöver den proton som kännetecknar den vanliga väteisotopen protium. Deuterium utgör 0,0156 procent av vätet på jorden.

## Allmänt
Isotopen betecknas 2H eller D. Deuterium har vissa egenskaper, till exempel låg absorption av neutroner, som gör den användbar som moderator i kärnreaktorer som använder icke-anrikat uran, då i form av tungt vatten (D2O). Deuterium kan även användas som bränsle i fusionreaktorer, både rent och blandat med tritium. Eftersom deuteriumkärnor är bosoner finns andra tillämpningar inom kärnmagnetisk resonans än för protium (vanligt väte). 
Deuterium upptäcktes av Harold Urey 1931, vilket gav honom Nobelpriset i kemi 1934.
En deuteriumkärna kallas också för deuteron eller deutron.

## Egenskaper
Deuteriumkärnan har dubbelt så hög massa som protiumkärnan och har atomvikten 2,014u. Atommassornas stora relativa skillnad leder trots kemisk likhet till stora skillnader mellan föreningar som innehåller de två isotoperna. Skillnaderna i reaktivitet mellan isotoperna är främst ett resultat av att bindningar till deuterium är starkare än till protium, vilket utnyttjas vid anrikning av deuterium.
|                                        | H2      | D2      |
| Relativ molmassa                       | 2,016   | 4,028   |
| Smältpunkt vid 1 atm i °C              | -259,19 | -254,42 |
| Kokpunkt vid 1 atm i °C                | -252,76 | -249,48 |
| Smältvärme i kJ/mol                    | 0,117   | 0,197   |
| Ångbildningsvärme i kJ/mol             | 0,904   | 1,226   |
| Dissociationsenergi vid 25 °C i kJ/mol | 435,88  | 443,35  |

## Historia

### Upptäckt
Harold Urey förutsade att vätgas med en atom utbytt mot deuterium, HD, skulle ha ett annat ångtryck än H2 vilket möjliggjorde destillering av HD och H2 i flytande form. Detta experiment ledde till den första detektionen av deuterium år 1931.
År 1933 lyckades Gilbert N. Lewis framställa deuterium i ren form för första gången med hjälp av elektrolys. När vatten elektrolyseras innehåller vätgasen som uppstår minimalt med deuterium i förhållande till vattnet vilket leder till att deuterium koncentreras i vattnet. När det kvarvarande vattnets volym utgör en hundratusendel av den ursprungliga är det nästan rent tungt vatten, D2O, kvar.

### Namngivning

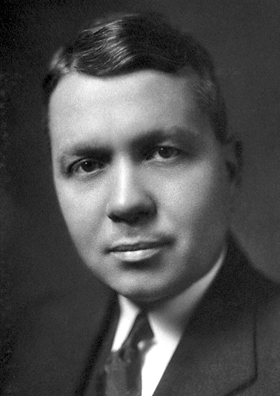
Harold Urey är erkänd som upptäckaren av deuterium.

Deuterium upptäcktes av Harold Urey 1931 men han kunde inte välja namn. I korrespondens med Ferdinand Brickwedde beskrev fysikern Urey sitt problem och att han tvekade mellan "pycnydrogen", "barhydrogen" och "barogen". Brickwedde svarade med fyra nya namnförslag som var "haplogen", "haplohydrogen", "diplogen" och "diplohydrogen", men att han själv föredrog "barhydrogen". Som svar till Brickweddes brev föreslog Urey två nya namn, "protium" och "deutium". Fortsättningsvis erkände han i brevet att hans f.d. rådgivare Gilbert N. Lewis kom på namnet "dygen" och uttryckte även sitt besvär över faktumet att andra personer gav sina förslag med tanke på han inte ville känna skuld över att välja bort förslag och inte heller känna partiskhet i namnvalet. Urey informerade Brickwedde 29 maj 1933 om att  protium och deuterium (ändrat från deutium till deuterium eftersom experter inom grekiskan ansåg det vara mer språkligt korrekt) var toppkandidaterna som namn för den nya isotopen. Han var egentligen inte helt nöjd, men det var det bästa namnet av dem alla och fastslog "deuterium" som namn i juni 1933.

## Användning

### Termonukleär fusion
Fusion är en reaktion där två atomkärnor sammansmälter till en kärna. För varje reaktion frigörs stora mängder energi, men denna energi är oftast lägre än energin det krävs för att upprätthålla den optimala temperaturen. Det finns många möjliga fusionsreaktioner, men den mest energimässigt gynnsamma fusionsreaktioner är mellan väteisotoperna deuterium och tritium.

### H-NMR (Hydrogen Nuclear Magnetic Resonance)
Genom att studera vilka frekvenser som absorberas av en okänd molekyl kan man erhålla information om dess struktur. Inom protonmagnetisk resonansspektrometri ger enbart protiumkärnor upphov till en signal i NMR-spektret. Vid analys av hydroxigruppens placering på en okänd alkohol kan NMR-spektret som uppstår i en lösning som inte innehåller deuterium jämföras med spektret som uppstår efter ämnet löses i tungt vatten, D2O. När protiumatomen i hydroxigruppen substitueras mot en deuteriumatom från det tunga vattnet försvinner toppen som motsvarade hydroxigruppen i NMR-spektret och en slutsats kan dras kring hydroxigruppens placering i alkoholen.